# جمال أباد (سروستان)
جمال أباد (بالفارسية: جمال‌آباد) هي منطقة سكنية تقع في إيران في فارس. يقدر عدد سكانها بـ 27 نسمة .